# Třída Styrsö
Třída Styrsö je třída pobřežních minolovek švédského námořnictva. Celkem byly postaveny čtyři minolovky této třídy. Ve službě jsou od roku 1996. Všechny jsou v aktivní službě.

## Stavba
Celkem byly postaveny čtyři jednotky této třídy. Všechny postavila švédská loděnice Kockums v Karlskroně. Do služby vstupovaly v letech 1996-1997.
Jednotky třídy Styrsö:
| Jméno         | Spuštěna        | Vstup do služby   | Status                                                   |
| ------------- | --------------- | ----------------- | -------------------------------------------------------- |
| Styrsö (M 11) | 8. března 1996  | 21. září 1996     | Aktivní.                                                 |
| Spårö (M 12)  | 30. srpna 1996  | 21. února 1997    | Roku 2004 přestavěna na platformu pro potápěče. Aktivní. |
| Skaftö (M 13) | 21. ledna 1997  | 27. června 1997   | Aktivní.                                                 |
| Sturkö (M 14) | 27. června 1997 | 19. prosince 1997 | Roku 2004 přestavěna na platformu pro potápěče. Aktivní. |

## Konstrukce

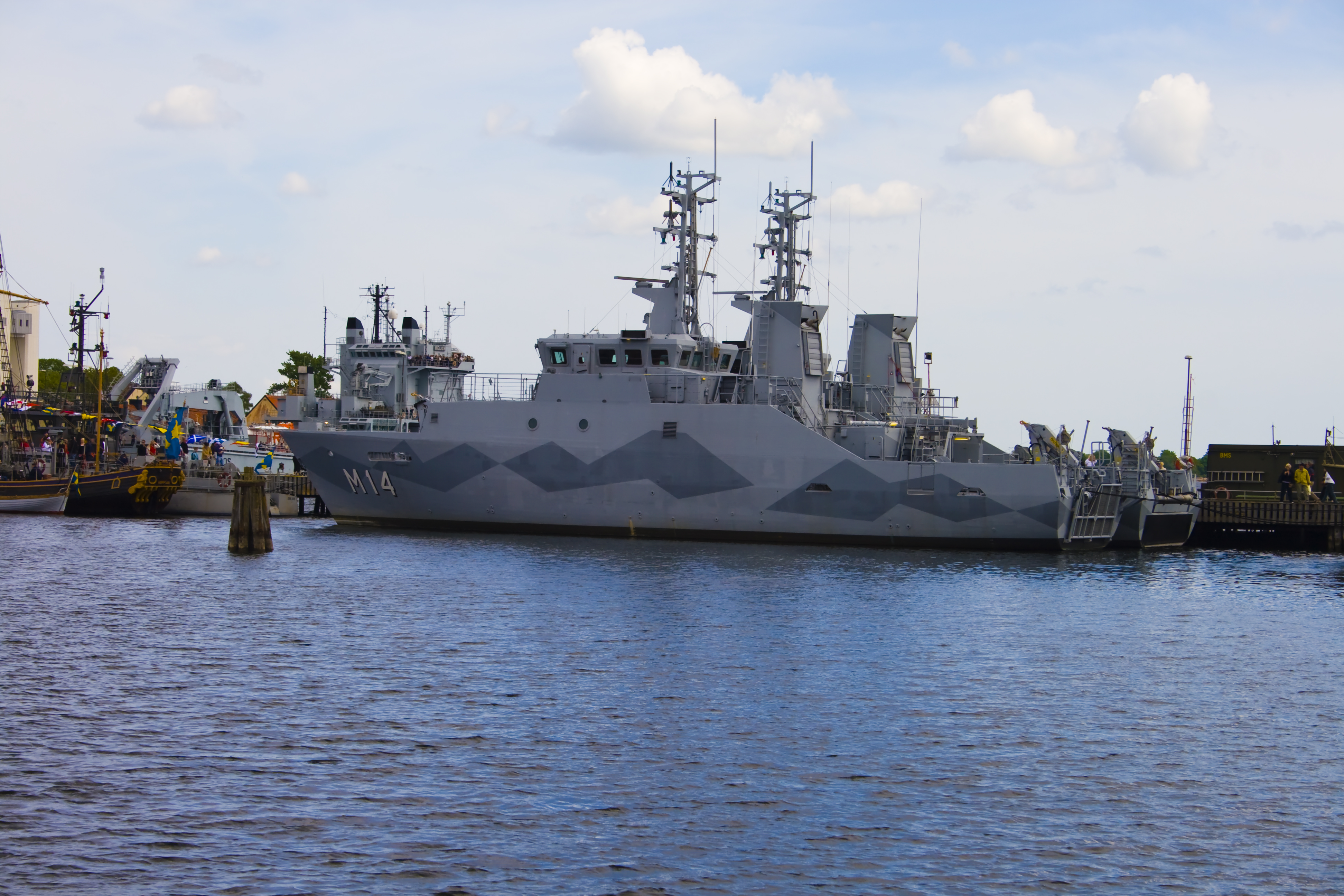
Sturkö (M 14)

Pro snížení nákladů je celá třída založena na civilních technologiích. Plavidla zanechávají velmi malou akustickou a magnetickou stopu. Jejich trup je vyroben ze sklolaminátových sendvičů a dobře odolává podvodním explozím. Mohou být vybavena mechanickými, akustuckými, či magnetickými traly. K vyhledávání a likvidaci min slouží dva dálkově ovládané podmořské prostředky Double Eagle, či čtyři typu REMUS 100. Neseny mohou být rovněž dva hladinové drony SAM. Trupový sonar je typu Reson SeaBat 8100. Bojový řídící systém je typu 9MCM200 Erimis. Ke své obraně nesou dva 12,7mm kulomety. Pohonný systém tvoří dva diesely Saab-Scania DSI-14 o výkonu 1100 hp. Nejvyšší rychlost dosahuje 13 uzlů. Dosah je 1500 námořních mil při rychlosti 12 uzlů.

### Modifikace
Spårö a Sturkö byly v roce 2004 modifikovány na operační platformy potápěčů, specializovaných k likvidaci min. Jejich schopnost provádět jiné druhy minolovných operací byla omezena. Obě plavidla někdy bývají řazena do nové třídy Spårö.
Roku 2021 byl pro modernizaci plavidel třídy Spårö vybrán nový bojový řídící systém Elbit Systems Albatross.